# Евра
Евра — река в Кондинском районе Ханты-Мансийского автономного округа России. Вытекает из Верхнеевринского болота, впадает в озеро Сатыгинский Туман. Длина реки составляет 139 км, площадь водосборного бассейна — 2430 км². Высота устья — 38 м над уровнем моря.

## Притоки (км от устья)
- 8 км: река Иондра (пр)
- 50 км: река Вына (пр)
- 74 км: река Чёрная (пр)
- ? км: Малая Евра (пр)
- ? км: Большая Евра (лв)

## Данные водного реестра
По данным государственного водного реестра России относится к Иртышскому бассейновому округу, водохозяйственный участок реки — Конда, речной подбассейн реки — Конда. Речной бассейн реки — Иртыш.
Код объекта в государственном водном реестре — 14010600112115300017068.